# 田原アルノ
田原 アルノ（たはら アルノ、本名：石田 知充（いしだ ともみつ）、1949年3月23日 - ）は、日本の俳優、声優。東京都渋谷区恵比寿出身。ムーブマン所属。
アルノの会主宰。尚美ミュージックカレッジ専門学校声優学科教師。

## 経歴
小さい頃から恥ずかしがり屋だったが、人前で何かすることが好きだった。
以前は東京芸術座（付属研究所2期生）、劇団新人会映画放送部、九プロダクション、ぷろだくしょん★A組に所属。
当時所属していた劇団にマスコミ部があり、30歳過ぎに顔出しの俳優、アテレコの声優としての活動を始める。
2006年4月、専門学校東京ミュージック&メディアアーツ尚美声優学科長に就任した。

## 人物
声種はテノールからバリトン。
洋画吹き替えを中心に活躍。
洋画・アニメには欠かせない名脇役であり、役柄としては、落ち着いたキャラクター、悪役を多く演じ、老人、執事といった役もこなしている。
演出家として舞台演出なども手がけている。上智大学非常勤嘱託教員でもあり、映像テクノアカデミアなどでも講師を務めている。
趣味はゴルフ。

## 出演
太字はメインキャラクター。

### テレビドラマ
- NHK大河ドラマ
  - 風と雲と虹と（1976年） - 源経基の郎党
  - 峠の群像（1982年） - 祐筆
- 海峡物語（1977年、テレビ朝日）
- ぬかるみの女（1981年、東海テレビ） - 事務員
- 月曜・女のサスペンス / 山手線殺人事件（1988年、テレビ東京）
- パパはニュースキャスター お正月スペシャル（1989年1月2日、TBS）
- 世にも奇妙な物語『自動振込』（1990年、フジテレビ系） - YS出版の社員
- 火曜サスペンス劇場 / 悪い電話（1991年、日本テレビ）

### 舞台
- 子午線の祀り（平次景高）
- 母（原作：マクシム・ゴーリキー、東京芸術座公演、1971年）

### テレビアニメ
1975年
- フランダースの犬（コック）

1978年
- 未来少年コナン

1979年
- ドラえもん（テレビ朝日版第1期）（おじいさん）

1980年
- あしたのジョー2（1980年 - 1981年）

1981年
- ブレーメン4 地獄の中の天使たち（その他）

1983年
- キャッツ・アイ（土門）
- スペースコブラ

1984年
- ルパン三世 PARTIII

1986年
- 光の伝説（上條武）
- マシンロボ クロノスの大逆襲（カリブ、アナウンサー）

1987年
- エスパー魔美（木地尾、川島、加藤、村木、宇園八百介 他）
- シティーハンター（1987年 - 1989年、源さん、ゲルマ、ヘッド、手下、牛 他） - 4シリーズ
- プロゴルファー猿（半田）

1988年
- 美味しんぼ（1988年 - 1989年、矢崎文雄、川本広増、マネージャー、爺屋忠左衛門 他）
- つるピカハゲ丸くん（近藤の父）

1989年
- 青いブリンク（町長）
- おそ松くん
- おぼっちゃまくん（1989年 - 1992年、じいや / 爺屋忠左衛門）
- ビリ犬なんでも商会（水玉、森教授、本家主人）
- YAWARA!（1989年 - 1991年、インタビュアー、貝塚先生、記者A、宇佐美、宗方）

1990年
- 三丁目の夕日
- チンプイ（ニュースキャスター）
- 八百八町表裏 化粧師（東西屋）
- ふしぎの海のナディア（ノーチラス号の乗組員〈操舵長〉）
- 平成天才バカボン（家具屋、トーストくん、外国人、山本くん、医者、ウナギイヌ 他）
- ロビンフッドの大冒険（ロビンの父）

1991年
- それいけ!アンパンマン（1991年 - 2024年、ホットドッグ〈2代目〉、だいこん座長〈初代〉、校長、ショウガナイさん〈2代目〉、がいとうさん）
- どろろんぱっ!（大福寺ダンゴ）
- 21エモン（乗客、アナウンサー、管制官、家畜運搬船船長）
- バカボンおそ松のカレーをたずねて三千里（ウナギイヌ）
- 魔法のプリンセス ミンキーモモ（警部）
- ルパン三世 ナポレオンの辞書を奪え（ハマー）
- 笑ゥせぇるすまん（落窪礼）

1992年
- 風の中の少女 金髪のジェニー（ハロルド）
- クレヨンしんちゃん（町内会長、かすかべの森美術館員A、草加せんべいのおじさん、康綱）
- ドラゴンクエスト ダイの大冒険（第1作）（バダック）
- フランダースの犬 ぼくのパトラッシュ（リュッスマン、コック）
- ママは小学4年生（水木浩三郎）
- 横山光輝 三国志（魯粛）

1993年
- 忍たま乱太郎（1993年 - 1996年、侍、先生A、石川五十衛門、土瓶棒之介、じい、八郎、一郎の父）
- ミラクル☆ガールズ（佐々木）
- 幽☆遊☆白書（吏将）

1994年
- あそぼう!! ハローキティ（パパ）
- サッカーフィーバー（アーチボルト・ダナウェイ）
- とっても!ラッキーマン（鈴木）
- 魔法陣グルグル（バジャーニ、ザムディン）

1995年
- 愛天使伝説ウェディングピーチ（谷間竜三）
- オズ・キッズ（カカシの親）
- 怪盗セイント・テール（支配人、理事長）
- 飛べ!イサミ（ヤマメ博士）
- バーチャファイター（神父）
- ハローキティの幸せのチューリップ（パパ）
- ビット・ザ・キューピッド（ポセイドン、男）

1996年
- 家なき子レミ（獣医）
- いじわるばあさん（若い男、青山先生、セールスマン、板金屋、武）
- 快傑ゾロ（ドメス）
- こどものおもちゃ（国定）
- 超者ライディーン（ワーム）
- B'T-X（万博係員）
- YAT安心!宇宙旅行（岩さん）
- るろうに剣心 -明治剣客浪漫譚-（恵比寿次郎吉）

1997年
- 手塚治虫の旧約聖書物語（ヒラム）
- はいぱーぽりす（夏姫の父）
- マッハGoGoGo（責任者）
- 名探偵コナン（1997年 - 2003年、小池文雄、矢倉守雄、鈴木竜夫、北山吾郎）

1998年
- 男はつらいよ 〜寅次郎忘れな草〜（備後屋）
- スーパードール★リカちゃん（加賀博士、宝田、ウィリアムス教授）
- カウボーイビバップ（長官）
- たこやきマントマン（たこ焼きの神様、お巡りさん、村長、番頭、大臣 他）
- TRIGUN（手下A）
- MASTERキートン（モレル次官、マイケル・D・ロバート）

1999年
- ごぞんじ!月光仮面くん（八百松）
- 週刊ストーリーランド（1999年 - 2000年、助手、影山健一、安吉、夫、司会者、刑事）
- セラフィムコール（くるみの父親）
- モンスターファーム〜円盤石の秘密〜（長老）

2000年
- 真・女神転生デビチル（大家）
- ドキドキ♡伝説 魔法陣グルグル（バジャーニ）
- 陽だまりの樹（藤田東湖、川路聖謨）
- マシュランボー（パラサイル）
- ルパン三世 1$マネーウォーズ

2001年
- キャプテン翼（第3作）（老店主、医者）
- グラップラー刃牙（ウラジミール、隊長）
- 仰天人間バトシーラー（カッペー将軍）
- サイボーグ009 THE CYBORG SOLDIER（ベルク）
- タッチ CROSS ROAD〜風のゆくえ〜（上司）
- 地球防衛家族（社長、衛の上司）
- ヒカルの碁（修さん）

2003年
- あたしンち（森の夫）
- シンデレラボーイ（宝石商）
- プラネテス（テマラ・ポワチエ）
- 無限戦記ポトリス（軍曹）
- ルパン三世 お宝返却大作戦!!
- ONE PIECE（2003年 - 2024年、マシラ、ベン・ベックマン〈2代目〉）

2004年
- 小さい潜水艦に恋をしたでかすぎるクジラの話（艦長）
- NARUTO -ナルト-（2004年 - 2005年、茶ノ国悪家老、紅明）
- メジャー（2004年 - 2009年、本田義治） - 2シリーズ

2005年
- ギャラリーフェイク（助手）
- 戦国英雄伝説 新釈 眞田十勇士 The Animation（小西摂津守行長）
- ドラえもん（テレビ朝日版第2期）（2005年 - 、しずかのパパ、兵士A、大臣）
- ブラック・ジャック（小家主）

2006年
- 陰からマモル!（執事）
- ケモノヅメ（1980年の桃田十蔵）
- 彩雲国物語（葉医師）
- ゼロの使い魔（2006年 - 2012年、ペルスラン） - 2シリーズ
- 祝!(ハピ☆ラキ)ビックリマン（気象の助、たつ魔鬼、高気圧帝）
- まじめにふまじめ かいけつゾロリ（テガ）

2007年
- GR-GIANT ROBO-（真柄太郎）
- DEATH NOTE（大統領）
- 出ましたっ!パワパフガールズZ（平賀ケン内）

2008年
- ルパン三世 sweet lost night 〜魔法のランプは悪夢の予感〜（ヘネシー）

2009年
- ご姉弟物語（八百満）

2012年
- エリアの騎士（逢沢衛〈逢沢父〉）
- ONE PIECE エピソードオブルフィ 〜ハンドアイランドの冒険〜（ベン・ベックマン）

2014年
- まじっく快斗1412
- 名探偵コナン 江戸川コナン失踪事件 〜史上最悪の2日間〜（鍵屋のマル）

2017年
- ONE PIECE エピソードオブ東の海 〜ルフィと4人の仲間の大冒険!!〜（ベン・ベックマン）

2018年
- 遊☆戯☆王VRAINS（穂村尊の祖父）

### 劇場アニメ
1988年
- ドラえもん のび太のパラレル西遊記（妖怪）

1989年
- ドラミちゃん ミニドラSOS!!!（アナウンサー）

1992年
- アップフェルラント物語（ドイツ公使）
- せんぼんまつばら 川と生きる少年たち（江川次左衛門）
- ドラゴンクエスト ダイの大冒険 ぶちやぶれ!!新生6大将軍（デスカール）

1994年
- ライヤンツーリーのうた（北畠清作）

1995年
- 5等になりたい。（花内徹）

1996年
- 劇場版 魔法陣グルグル（教徒A）

1999年
- ガンドレス（ウォン市長）

2000年
- 機動戦士ガンダムII 哀・戦士編 特別版（セキ技術大佐）

2002年
- えっちゃんのせんそう（靖彦）

2006年
- 名探偵コナン 探偵たちの鎮魂歌（高田正雄）

2014年
- STAND BY ME ドラえもん（しずかのパパ）

2020年
- STAND BY ME ドラえもん 2（しずかのパパ）

2022年
- ONE PIECE FILM RED（ベン・ベックマン）

2023年
- BLUE GIANT

### OVA
1988年
- 装甲騎兵ボトムズ レッドショルダードキュメント 野望のルーツ（マッカイ）
- 機甲猟兵メロウリンク（ギルマン）

1991年
- 機動戦士ガンダム0083 STARDUST MEMORY（アダムスキー、ハリダ）
- 静かなるドン（松平）

1992年
- OZ（傭兵A）
- 銀河英雄伝説（グリューネマン）
- 世界の光 親鸞聖人（天皇、六兵衛）

1994年
- 気分は形而上 実在OL講座（社長）

1996年
- 親鸞聖人と王舎城の悲劇（ギバ）

1997年
- 変（田所）

### Webアニメ
- めぐみ（2008年、政府職員[28]）

### ゲーム
1991年
- ラングリッサー（ホーキング） - PCエンジン版

1997年
- ラングリッサーI&II（ホーキング） - PlayStation版

1998年
- ラングリッサー トリビュード（ホーキング） - セガサターン版

2000年
- ブリガンダイン グランドエディション（ゼラフィン）

2002年
- 機動戦士ガンダム ギレンの野望 ジオン独立戦争記（アダムスキー、連邦軍将校）
- 機動戦士ガンダム戦記 Lost War Chronicles（アダムスキー）

2003年
- ONE PIECE グランドバトル! 3（ベン・ベックマン、マシラ）

2005年
- 機動戦士ガンダム 一年戦争（セキ技術大佐）
- ふしぎの海のナディア 〜Inherit the Bluewater〜（操舵長）
- ローグギャラクシー（バートン・ウィリス、ユバン）
- ONE PIECE パイレーツカーニバル（マシラ）

2007年
- Microsoft Flight Simulator X パソコンフライトシミュレーションゲーム

2010年
- ONE PIECE ワンピーベリーマッチW（ベン・ベックマン）

2011年
- ONE PIECE ギガントバトル! 2 新世界（ベン・ベックマン）

2014年
- ONE PIECE ワンピースキングス（ベン・ベックマン）

2018年
- CARAVAN STORIES（ガルス）
- スーパーロボット大戦X（操舵長）

2020年
- ONE PIECE トレジャークルーズ（2020年 - 2022年、ベン・ベックマン）

### ドラマCD
- 英雄伝説IV 朱紅い雫（賢者ディナーケン、エスペリウス）
- エグゼクティブ・ボーイ 〜禁断の果実〜（篠宮光司）
- 機動戦士ガンダム0083 STARDUST MEMORY ルンガ沖砲撃戦（アクラム・ハリダ）
- ストリートファイターZERO2外伝 さくら・もっとも危ない女子高生（教頭、男2、チンピラ3、組織の男3）
- ストリートファイターZERO3 ドラマアルバム（執事）
- 創竜伝（首相）
- 天使禁猟区（吉良の父）
- 平成バカボン 平成音楽大全集（ウナギイヌ 他）
- ママは小学4年生（水木浩三郎）

### 吹き替え

#### 担当俳優
ウィリアム・H・メイシー
- ゴースト・オブ・ミシシッピー（チャーリー・クリスコ）
- 私立探偵スペンサー（エフレム・コナーズ）
- マグノリア（ドニー・スミス）
- ミステリー・メン（シャベラー / エディ）

ウィル・パットン
- 蜘蛛女（マーティ）※ソフト版
- ザ・クライアント 依頼人（ハーディ巡査部長）※ソフト版
- ファイヤーワークス（モーガン）

オースティン・ペンドルトン
- スティーブ・マーティンのSGT.ビルコ/史上最狂のギャンブル大作戦（エバーソール少佐）
- Mr.ダマー2 1/2（ポール・Z・グラフ判事）
- ルール3（ターナー）

ケヴィン・ポラック
- サンタクロース・リターンズ! クリスマス危機一髪（キューピッド）
  - ウォルト・ディズニーのサンタクローズ3/クリスマス大決戦!（キューピッド）

- ドクター・ドリトル2（ジャック・ライリー）※テレビ東京版

ザック・グルニエ
- ギャング・イン・ブルー（ジョー・ベックストロム）
- クリス・ファーレイはトミーボーイ（テッド・ライリー）
- 24 -TWENTY FOUR-（カール・ウェブ）

ジェームズ・ホン
- オデッセイ2001（ポー大使）
- ダンボドロップ大作戦（イビハム）
- 天才学級アント・ファーム（ケニー）

ジェフリー・タンバー
- ハングオーバー!シリーズ（シド・ガーナー）
  - ハングオーバー! 消えた花ムコと史上最悪の二日酔い
  - ハングオーバー!! 史上最悪の二日酔い、国境を越える
  - ハングオーバー!!! 最後の反省会

- メリーに首ったけ（サリー）

ジム・カーター
- ヴィゴ カメラの前の情事（ボナベンチュール）
- 恋におちたシェイクスピア（ラルフ・バッシュフォード）
- ブラス!（ハリー）

ジョン・C・マッギンリー
- エニイ・ギブン・サンデー（ジャック・ローズ）※テレビ朝日版
- ザ・ロック（ヘンドリックス大尉）※テレビ朝日版
- プラトーン（レッド・オニール軍曹）※ソフト版
- マザーズボーイ/危険な再会（フォーゲル）

ディーン・ノリス
- 交渉人（スコット）※ソフト版
- トータル・リコール（トニー）※ソフト版
- リーサル・ウェポン2/炎の約束（ティム・カバナフ）※TBS版

トレイシー・ウォルター
- コレクター（本屋の店員）※ソフト版
- バットマン（ボブ）※TBS版
- 世にも不思議なアメージング・ストーリー シーズン1 #4（エズラ）

ピーター・マクニコル
- アダムス・ファミリー2（ゲイリー・グレンジャー）
- シカゴ・ホープ（アランバーチ顧問弁護士）
- ベイビー・トーキング（ダン）

リチャード・シフ
- マイケル（ウェイター）
- マイ・ライフ（若き日のビル）※ソフト版
- ターミネーター:サラ・コナー クロニクルズ（ポール・スチュワート / フィッシャー）

#### 映画
- 愛と精霊の家（神父）
- アイランド（チャールズ・ホイットマン〈キム・コーツ〉）
- 愛を殺さないで
- アヴァロン 千年の恋（アリーのパパ）
- アウト・オブ・タウナーズ（ルディ・ジュリアーノ市長〈ルドルフ・ジュリアーニ〉、アパートの隣人〈クリストファー・デュラング〉）
- 赤ちゃんに乾杯! ※フジテレビ版
- 悪魔を憐れむ歌 ※ソフト版
- 悪霊喰（ドミニク修道士〈フランチェスコ・カルネルッティ〉）
- アサインメント（フォルティエール）※ソフト版
- アダム・サンドラーは ビリー・マジソン/一日一善（エリック・ゴードン〈ブラッドリー・ウィットフォード〉）
- アドベンチャー・アーク/アポロンの秘宝（ルパート）※テレビ朝日版
- あなたに降る夢（サン）
- アニマルマン（市長〈スコット・ウィルソン〉）
- アビス（ドワイト・ペリー）※ソフト版
- ア・フュー・グッドメン（ウィテカー大佐〈ザンダー・バークレー〉）
- アポロ13
- アメリア 永遠の翼
- アメリカン・スウィートハート（デイヴ・キングマン〈スタンリー・トゥッチ〉）
- アメリカン・ハート（スティーヴ）
- アラビアのロレンス（ウィリアム・ポッター）※テレビ東京版
- アラン・スミシー・フィルム（ジェームズ・エドマンズ〈ライアン・オニール〉）
- アリゲーター2（ヴィンセント・”ヴィニー”・ブラウン〈スティーヴ・レイルズバック〉）※テレビ東京版
- アロー（フレッド・スマイ）
- アンカーウーマン（ジョン・メリノ〈ジェームズ・レブホーン〉）
- アンデッド（ハリソン）
- アンドレ 海から来た天使（ジャック・アダムス〈ダンカン・フレイザー〉）
- アンナと王様（チョファ殿下〈リム・ケイ・シュー〉）※ソフト版
- イーグル・ジャンプ（BBCコメンテーター〈ジム・ブロードベント〉）
- イースタン・コンドル（ヤン・ルン〈ハイン・S・ニョール〉）
- 1984（ハロルド・サイム）
- 怒りのエクスタミネーター/地獄の標的（スティーブン・ウィルクス）
- 今そこにある危機（ムーアCIA長官〈ディーン・ジョーンズ〉）※ソフト版
- イレイザー（モアハート〈ジェリー・ベッカー〉、コーマン〈ジョン・スラッテリー〉）※日本テレビ版
- イン&アウト（エドワード・ケンロー）
- イン・ザ・ネイビー（ハワード〈ハリー・ディーン・スタントン〉、プライス提督）
- ウィロビー・チェイスのおおかみ（ジェームズ〈リチャード・オブライエン〉）
- ウェイキング・ライフ（哲学の教授〈ロバート・C・ソロモン〉）
- ウォール街（チャッキー）※テレビ朝日版
- 美しき獲物（グランドマスター・ラーツ、フルトン博士）
- ウルフ（ロイ〈デヴィッド・ハイド・ピアース〉）※テレビ朝日版
- エア★アメリカ（ニーノ）※日本テレビ版
- エアフォース・ワン（ウォルター・ディーン〈ディーン・ストックウェル〉）※ソフト版、（ジャック・ドハーディ〈トム・エバレット〉[30]）※日本テレビ版
- エアポート2001（ジョン・プレスコット〈ジャック・ワグナー〉）
- H［エイチ］（イ班長〈クォン・ヒョクプン〉）
- 80デイズ
- エイミー（クライド・プルエット）
- エイリアン・ネイション/第3生命体（ジョージ・フランシスコ）
- エスケープ・フロム・L.A.（スター・マップのエディ〈スティーヴ・ブシェミ〉）※フジテレビ版
- SPL/狼よ静かに死ね（チュン警視〈オースティン・ワイ〉）
- エネミー・ライン（エルノート・ヴァン・リンデン）※ソフト版
- エバン・オールマイティ（マーティ・ストリンガー〈ジョン・マイケル・ヒギンズ〉）
- エリザベス（アンジュー公〈ヴァンサン・カッセル〉）
- エリン・ブロコビッチ（トム・ロビンソン）※テレビ朝日版
- L.A.コンフィデンシャル（法医学者）※フジテレビ版
- L.A.大捜査線/狼たちの街（マックス・ワックスマン〈クリストファー・アルポート〉）
- NYPD15分署 ※テレビ朝日版
- エルモと毛布の大冒険（ボブ〈ボブ・マグラス〉）
- エレクション（アウ）
- エントラップメント（イェン・サン主任警部）※テレビ朝日版
- オーシャンズシリーズ（リヴィングストン・デル〈エディ・ジェイミソン〉）
  - オーシャンズ11 ※フジテレビ版
  - オーシャンズ12 ※日本テレビ版
  - オーシャンズ13（警備技師、カジノの男性）※フジテレビ版
- オーストラリア
- Oh!大迷惑?!（ハワード）
- おかしな関係（FBIエージェント〈ジョエル・ポリス〉）
- 男たちの挽歌4（サイモンの父〈チョン・プイ〉）
- オフビート（オーガスト〈ジャック・ダンボワーズ〉）※テレビ東京版
- ガール6（店主）
- カイロの紫のバラ（ハーシュの弁護士〈ジョン・ロスマン〉）
- 華氏911（ジョージ・W・ブッシュ）
- カジュアリティーズ（アントニオ・ディアズ上等兵〈ジョン・レグイザモ〉）※フジテレビ版
- 風と共に去りぬ ※ソフト版
- 風とライオン（サミュエル・グメール〈ジェフリー・ルイス〉）※ソフト版
- ガバリン
- GARMWARS ガルム・ウォーズ（審問官A[31]）
- カンパニー・マン（キャラウェイ〈ティモシー・ウェバー〉）
- 危険な動物たち（ロタビー〈ロバート・リンゼイ〉）
- キス★キス★バン★バン（ビッグ・ボブ〈アラン・コーデュナー〉）
- キスへのプレリュード（テイラー〈スタンリー・トゥッチ〉）※ソフト版
- キックボクサー（医師）
- キューブ（ワース〈デヴィッド・ヒューレット〉）
- KILLER/第一級殺人（ターナー検事）
- ギルティ/罪深き罪（ルー）
- 疑惑の影（ジョセフ・ニュートン〈ヘンリー・トラヴァース〉）※BD版
- グッド・バーガー（ウィート〈シンバッド〉）
- グラスハウス（デイヴ / デビッド・A・ベイカー〈マイケル・オキーフ〉）※テレビ朝日版
- クラッシュ・ダイブ（ラング艦長〈マイケル・カバナフ〉）※ソフト版
- グラディエーター（クィントゥス〈トーマス・アラナ〉）※ソフト版
- クリクリのいた夏（アメデ〈アンドレ・デュソリエ〉）
- クリスタル殺人事件（アシスタントディレクター）
- グレムリン2 新・種・誕・生 ※テレビ朝日版
- グローリー（チャールズ・G・ソープ博士）※ソフト版、（トーマス・シアーレス〈アンドレ・ブラウアー〉）※日本テレビ版
- 黒い絨毯（コティーナ〈レオナルド・ストロング〉）※日本テレビ版
- クロオビキッズ（サム・ダグラス〈アラン・マクレー〉）
- クロッシング・ガード（ジェフリー〈石橋凌〉）
- 黒ひげ大旋風（ウィートン学長）※ソフト版
- K-9 はみだしコンビ大復活!（ピート・ティモンズ〈ゲイリー・バサラバ〉）
- K-19（ススロフ〈ラヴィル・イシヤノフ〉）※ソフト版
- 刑事ニコ/法の死角（ゼーガンの側近）※テレビ朝日版
- ケイティ（ドナルド・カー）
- ケイブ・イン（チーフ・ボーガン）
- ケロッグ博士（スピッツヴォーゲル博士〈ノーバート・ワイザー〉）
- ゴーストバスターズ2（消防総監、最初の警官）※ソフト版
- コードネームはファルコン
- ゴールデン・チャイルド（イエロー・ドラゴン）※テレビ朝日版
- 交渉人（グレイ捜査官）※ソフト版、（モラン捜査官）※テレビ朝日版
- 氷の微笑（内務調査官〈スティーヴン・ロウ〉）※ソフト版
- コクーン2/遥かなる地球（バロン医師）※ソフト版
- 心の旅（スルタン医師〈ジェームズ・レブホーン〉）※ソフト版
- GODZILLA（カイル・テリントン〈グレン・モーシャワー〉）※ソフト版
- 誤診（ジム・ピーターソン医師〈トム・バトラー〉）
- ゴッドファーザー（トム・ヘイゲン〈ロバート・デュヴァル〉）※ソフト版
- ゴッドファーザー PART II（トム・ヘイゲン〈ロバート・デュヴァル〉）※ソフト版
- コップランド（レオ・クラスキー〈ジョン・スペンサー〉）※ソフト版
- こねこ（パパ〈アレクセイ・ヴォイチューク〉）
- コマンドー（エンリケス〈チャールズ・メシャック〉）※テレビ朝日版・吹替の帝王版
- コレクター（ウィック・サックス医師）※ソフト版
- サイクロンZ（ウェン弁護士〈ウー・フォン〉）
- 最後の恋のはじめ方
- ザ・シークレット・サービス（マーティ・メンドーサ〈トビン・ベル〉）※ソフト版、（トニー・カルドゥッチ）※テレビ朝日版
- さすらいの航海（ジョゼフ・マナッセ〈ジョナサン・プライス〉）
- ザ・センチネル/陰謀の星条旗（バレンタイン大統領〈デヴィッド・ラッシュ〉）
- サッカー・ドッグ（ブロディ）
- 殺人魚フライングキラー（ラルフ・ベノッティ）※テレビ朝日版
- ザ・デイ・アフター
- ザ・ファン（ギャリティ〈ダン・バトラー〉）※ソフト版
- ザ・フォッグ（ベネット〈ジョン・カーペンター〉）※テレビ朝日版
- ザ・プレイヤー（ラリー〈ピーター・ギャラガー〉）※ソフト版
- サボテン・ブラザース（ダスティ・ボトムズ〈チェビー・チェイス〉）※テレビ東京版
- さまよう魂たち（ミルトン・ダマーズ〈ジェフリー・コムズ〉）
- ザ・メキシカン（テッド・スローカム〈J・K・シモンズ〉）※テレビ朝日版
- サモ&ケニー 人質に気をつけろ!（彫師〈ウー・マ〉）
- ザ・ロック（ピーターソン将軍、ホテルの床屋パウロ）※テレビ朝日版
- サンダーバード 劇場版（ブラッド・ニューマン）※VHS版
- サンダーバード（アロイシャス・パーカー〈ロン・クック〉）
- 3人のゴースト（役員）
- G.I.ジェーン（オコナー提督）※フジテレビ版
- シアトル猟奇殺人捜査（警部補〈エリック・ロバーツ〉）
- JM（ニュースキャスター）
- JFK（ウィリー・オキーフ〈ケヴィン・ベーコン〉）※テレビ朝日版
- ジェシカ/妖次元の誘惑（トム・ピーターソン〈ジョー・レガルブート〉）
- シカゴ
- 始皇帝暗殺（嫪毐）
- 地獄のヒーロー（ディン軍曹）
- 地獄曼陀羅 アシュラ（カプール医師）
- 7月4日に生まれて（フランキー）※VHS版、（ケネディ大統領）※テレビ朝日版
- シティ・スリッカーズ2/黄金伝説を追え（アイラ・シャロウィッツ〈デヴィッド・ペイマー〉）
- シャーロット・グレイ（ポール・ピション）
- JUSTICE 必殺（プラマー〈ジョー・サントス〉）
- ジャイアント・ベビー ※日本テレビ版
- ジャッキー・チェンの醒拳（ブル）※劇場公開版
- ジャック・サマースビー（マシュー・フォルソム）※ソフト版
- 13日の金曜日 ジェイソンの命日（ジョシュ、フィル〈リチャード・ガント〉）※VHS版
- 十福星（クレイジー〈リチャード・ン〉）
- 守護神（フランク・ラーソン〈ジョン・ハード〉）
- ジュマンジ（ジム・シェパード〈マルコム・スチュワート〉）※新盤DVD・BD版、テレビ朝日版
- ジョーズ（チャーリー、TVレポーター〈ピーター・ベンチリー〉）※ソフト版
- ショート・サーキット2 がんばれ!ジョニー5（ソーンダーズ）※VHS版
- 娼婦ベロニカ（総督〈ピーター・アイアー〉、ロレンツォ・グリッティ）
- 勝利への旅立ち
- ジョンQ -最後の決断-（レスター・マシューズ〈エディ・グリフィン〉）※ソフト版
- 白い嵐（マックレア〈ジョン・サヴェージ〉）
- 白い鳥（ヒース〈ロイ・シャイダー〉）
- 仁義なき抗争（中原組長〈鹿村泰祥〉）
- 新ポリス・ストーリー Pom Pom（チン警部〈フィリップ・チャン〉）
- スーパー・マグナム（バクスター記者）※テレビ朝日版
- ズーランダー（デヴィッド・ボウイ、スティーヴ・クメトコ）
- 酔拳2（フォウ）※フジテレビ版
- スイミング・プール（マルセル〈マルク・ファヨール〉）
- スカーレット&ブラック（モロシーニ神父）
- スクール・ウォーズ/もうイジメは懲りごり!（ウルフ、コケラー校長〈ドン・ノッツ〉）
- スクリーム（ハンク・ルーミス、フレッド〈ウェス・クレイヴン〉）
- スターゲイト コンティニュアム ザ・ムービー（アポフィス）
- スターシップ・トゥルーパーズ（ジョニーの父）※ソフト版
- スタートレックIV 故郷への長い道（カートライト提督〈ブロック・ピーターズ〉、ロジャーソン中佐）※フジテレビ版
- スタートレックVI 未知の世界（ヒカル・スールー〈ジョージ・タケイ〉）※VHS版
- スチュアート・リトル（店員〈テイラー・ネグロン〉、レースの実況アナ）※テレビ朝日版
- スティル・クレイジー（トニー・コステロ〈スティーヴン・レイ〉）
- ストーン・コールド（ランス）
- スニーカーズ（コズモ〈ベン・キングズレー〉）※日本テレビ版
- スノーデイ/学校お休み大作戦（トム・ブランドストン〈チェビー・チェイス〉）
- スパルタンX（フレンチ・ギャング、バイカー〈ブラッキー・コー〉）※フジテレビ版
- スピード（ノーウッド〈リチャード・ラインバック〉[32]）※ソフト版
- スペース・トラッカー（ネイベル博士 / マカヌード船長〈チャールズ・ダンス〉）
- スラップ・ショット（ウォルト）※ソフト版
- スリーウイメン/この壁が話せたら（トム、ジョン・バロウズ〈ザンダー・バークレー〉）
- THREE 死への扉（チャン〈エリック・ツァン〉）
- スリープウォーカーズ（鑑識課員〈ジョン・ランディス〉）
- スリー・リバーズ（フレッド・ハーディ〈トム・アトキンス〉）※ソフト版、（フランク・モリス検事〈アンドレ・ブラウアー〉）※フジテレビ版、（トニー・サッコ〈ティモシー・バスフィールド〉）※テレビ朝日版
- S.W.A.T.（トーマス・フーラー警部）※ソフト版
- ゼア・ウィル・ビー・ブラッド（H・M・ティルフォード〈デヴィッド・ウォーショフスキー〉）
- セイント（レフ・ボトビン博士〈ヘンリー・グッドマン〉）※ソフト版
- センダー/超誘導体（ロン〈ロバート・ヴォーン〉）
- セント・オブ・ウーマン/夢の香り（フレディ・ビスコ）
- ソウ（ブレット〈ベニート・マルティネス〉、刑事1）
- ダークエンジェル（善玉エイリアン・アゼック）
- ダークシティ（ワレンスキー〈コリン・フリールズ〉）※ソフト版
- ダーク・ハーフ ※ソフト版
- ダーク・ファイター8（マーチン〈ロン・リフキン〉）※テレビ東京版
- ターザン:REBORN（首相〈ジム・ブロードベント〉[33]）
- ターナー&フーチ/すてきな相棒（ザック・グレゴリー）※機内上映版
- 大逆転（ウィルソン〈リチャード・ハント〉）※フジテレビ版
- 大脱走（カベンディッシュ〈ナイジェル・ストック〉）※テレビ東京版
- タイタニック ※フジテレビ版
- 大統領の陰謀（スコット〈ジョン・マクマーティン〉）
- ダイ・ハード（アレクサンダー）※テレビ朝日版、（トニー、フランコ、ユーリ〈アル・レオン〉）※ソフト版
- 大富豪、大貧民（デレク・レスター警部〈ラリー・ミラー〉）
- 太陽の雫（法務大臣、ブレナ）
- タクシードライバー（パランタイン上院議員〈レナード・ハリス〉）※ソフト版
- ダドリーの大冒険（ナレーター〈コーリー・バートン〉）
- 007/美しき獲物たち（クロトコフ）※TBS版
- 堕天使のパスポート
- ダンス・ウィズ・ウルブズ ※ソフト版
- ダンテズ・ピーク（スタン〈ツィ・マー〉）※テレビ朝日版
- チビッ子ギャング台風（セオドア・オギルヴィ〈ドン・ノッツ〉）
- チャーリーズ・エンジェル フルスロットル（アラン・コーフィールド〈エリック・ボゴシアン〉）※テレビ朝日版
- チャップリンのスケート（娘の父〈ジェームズ・T・ケリー〉[34]、ランド）
- チャンス ※TBS版
- 超高層プロフェッショナル（トミー〈トミー・J・ハフ〉）
- 蝶の舌（神父）
- 沈黙の陰謀（トム・ハーゴット医師）※日本テレビ版
- 沈黙の戦艦（アジア系のコマンド隊員〈ジョージ・チェン〉）※テレビ朝日版
- 月の輝く夜に（エディ）※ANA機内上映版
- 月のひつじ
- 冷たい月を抱く女（アール・リーマス〈トビン・ベル〉）※VHS版
- デーモン・ナイト（クリプトキーパー〈ジョン・カーサー〉）
- ディープクライシス（マイケル・スピッツ）
- ディープ・フィアー（ジョセフ・ケプラー博士）
- デイ・オブ・ザ・ディシジョン2（ディック・ダンヴァース）
- テイキング・ライブス（デュバル〈ジャン＝ユーグ・アングラード〉）※テレビ朝日版
- ティコ・ムーン（アニクスト・ソロコ）
- ディスクロージャー（ギーア〈ドナル・ローグ〉）※テレビ朝日版
- ディック・トレイシー（イッチー〈エド・オロス〉）
- ディディエ（ディディエ〈アラン・シャバ〉）
- ティファニーで朝食を（ホセ〈ホゼ・ルイス・デ・ビラロニア〉）※ソフト版
- デイライト（デニス・ウィルソン〈マーク・ロルストン〉）※テレビ朝日版
- ティン・カップ（カート）※ソフト版
- 敵、ある愛の物語（ヤーシャ・コビク〈エリヤ・バスキン〉）
- テス（フェリックス・クレア）
- デスロック/戦略ガス兵器を追え!（アラブ人運転手）
- 鉄仮面（クロード〈デニス・ローソン〉）
- テックス（ジャクソン）
- デッドコースター ※テレビ東京版
- デッドフォール（スキナー〈マイケル・ジェッター〉）※テレビ朝日版
- デューン/砂の惑星（ナレーター1）※テレビ朝日版
- デルタ・フォース（ハッサン）
- DENGEKI 電撃（副大統領〈クリストファー・ケネディー・ローフォード〉）※日本テレビ版
- 天国に行けないパパ（ゴールドマン医師）
- 天国の約束（ブルーナ医師〈アンディ・ロマーノ〉）
- 天使とデート（ハーラン・ラファティ）
- トータル・フィアーズ（ゾルキン大統領）※ソフト版
- トーマス・クラウン・アフェアー（フリードリヒ・ゴルチャン）※フジテレビ版
- トゥー・ブラザーズ ※ソフト版
- トゥルーナイト（ジェイコブ）
- トゥルーマン・ショー（マイク・マイケルソン）※ソフト版
- トゥルー・ロマンス（ビッグ・ドン〈サミュエル・L・ジャクソン〉）※テレビ東京版
- 独身SaYoNaRa! バチェラー・パーティ（ゲイリー）
- ドッジボール（コットン・マクナイト〈ゲイリー・コール〉、パッチーズ・オフーリハン（青年）〈ハンク・アザリア〉）
- 飛べないアヒル（フランク・ハディ、ゴードンの父）
  - D2 マイティ・ダック（ゴードンの父）
- トム・ソーヤーの大冒険（エイコック弁護士）※ソフト版
- ドラゴン/ブルース・リー物語（フィリップ・タン）※テレビ朝日版
- トラブルボックス/恋とスパイと大作戦（ウォルター・ホランダー〈ウディ・アレン〉）
- ドランクモンキー 酔拳
- ドリームスケープ（バブコック、フレッド・ショーンステイン）
- ドリーム・チーム（バーニー、マレー）
- トレマーズ（ハワード）※ソフト版
- ドロップ・ゾーン（トルスキー〈サム・へニングス〉）※ソフト版
- トワイライトゾーン最終章/ロッド・サーリング・スペシャル（シンプソン代理判事）
- NARC ナーク（アート・ハーラン）
- ナイルの宝石 ※テレビ朝日版
- ナチュラル・ボーン・キラーズ（ワーリッツァー）
- ニューオーリンズ・トライアル（バーク、ホッピー・デュプリー、フェラン教授〈ピーター・ジュラシック〉、プラスキー）※ソフト版
- ニュー・ガイ ハイスクール★ウォーズ（ゼイラー校長〈ジェフリー・ルイス〉）
- ニュートン・ボーイズ（ブレントウッド・グラスコック〈ドワイト・ヨアカム〉）
- ニューヨークUコップ（トング〈ジョージ・チェン〉）
- ニューヨークの王様（ジョミエ大使〈オリヴァー・ジョンストン〉）※BD版
- ニューヨークの恋人 ※ソフト版
- 摩天楼はバラ色に（デイヴィス〈クリストファー・デュラング〉）※TBS版
- ニル・バイ・マウス（ダニー）
- ネバーエンディング・ストーリー3 ※テレビ朝日版
- ネバーセイ・ネバーアゲイン（M〈エドワード・フォックス〉）※ソフト版
- ノー・エスケイプ（ダイサート〈ジャック・シェパード〉）※ソフト版
- ノース 小さな旅人（ノースの父〈ジェイソン・アレクサンダー〉）
- バーティカル・リミット（エド・ベスターズ）※テレビ朝日版
- バード・オン・ワイヤー（タカワキ〈クライド・クサツ〉）※ソフト版
- ハードカバー/黒衣の使者（ライル）
- ハード・チェック（リック・ピティーノ）
- ハード・トゥ・キル（警備員のラス）※テレビ朝日版
- パーフェクト・ワールド ※テレビ東京版
- ハイスクール・ミュージカル2（トーマス・フルトン〈マーク・F・テイラー〉）
- ハウリングII（ヴァシル）
- バウンド（シェリー〈バリー・キヴェル〉）※ソフト版
- 裸の銃を持つ男（ジム・パーマー）※ソフト版
- 裸の銃を持つ男PART2 1/2（ドナルド・フェンズウィック）※ソフト版
- バックトラック（芸術家〈ボブ・ディラン〉、D・H・ローレンス〈アレックス・コックス〉）
- パッチ・アダムス トゥルー・ストーリー（ウォルコット学部長〈ボブ・ガントン〉）
- バットマン オリジナル・ムービー（メリック）※ソフト版
- バットマン リターンズ ※テレビ朝日版
- バットマン & ロビン Mr.フリーズの逆襲（ジェイソン・ウッドルー博士〈ジョン・グローヴァー〉）※ソフト版
- 800万の死にざま（ダーキン）
- ハドソン・ホーク（シーザー・マリオ〈フランク・スタローン〉、ウェイター）※ソフト版
- パトリオット ※テレビ東京版
- バトルガンM‐16（ローゼンブラット医師、ヴィンセント）
- バトルフィールド・アース（バーテンダー）
- ハニーVS.ダーリン 2年目の駆け引き（リチャード・メイアーズ〈ジョン・マイケル・ヒギンズ〉）
- パニック・イン・スタジアム（ジェフリー）※テレビ朝日版
- パパとマチルダ（キーティング）
- バビロンA.D.（ダルク・ワンディエ〈ランベール・ウィルソン〉）
- ハムナプトラシリーズ（ジョナサン・カナハン〈ジョン・ハナー〉）
  - ハムナプトラ/失われた砂漠の都 ※ソフト版
  - ハムナプトラ2/黄金のピラミッド ※ソフト版
  - ハムナプトラ3 呪われた皇帝の秘宝 ※劇場公開版
- パラダイス・アーミー
- ハロウィン・インベーダー/火星人襲来!?（ラジオアナウンサー〈ケイシー・サンダー〉）
- 晩秋 ※TV版
- バンディダス（パブロ神父〈ホセ・マリア・ネグリ〉）
- バンデットQ（アナウンサーの声）
- ピースキーパー（デッカー〈マーティン・ニューフェルド〉）※テレビ朝日版
- ピースメーカー（アラン）※ソフト版
- ビッグ・バウンス（ボブ・ロジャース〈ハリー・ディーン・スタントン〉）
- 羊たちの沈黙 ※テレビ朝日版
- 瞳の奥の秘密（パブロ・サンドバル〈ギレルモ・フランチェラ〉）
- ビバリーヒルズ・コップ3（サージ〈ブロンソン・ピンチョット〉）※フジテレビ版
- ピンクパンサー（レナード、レイモンド・ラロック〈ロジャー・リース〉）
- ピンクパンサー2（レナード）
- ファースト・ミッション（特警隊隊員〈ユン・ワー〉）
- ファースト・ワイフ・クラブ（ビル・アチソン〈ヴィクター・ガーバー〉）
- ファイナル・ファイター 鉄拳英雄（ラウ）
- ファンタスティック・ビーストとダンブルドアの秘密（アントン・フォーゲル〈オリヴァー・マスッチ〉[35]）
- ファンハウス/惨劇の館（ストリップー・ショーの客引き〈ケヴィン・コンウェイ〉）
- フィラデルフィア・エクスペリメント（アンドリュース〈ゲイリー・ブロケット〉）※テレビ朝日版
- フェイス（ジュリアン）
- フェイス/オフ（マルコム・ウォルシュ〈コルム・フィオール〉）※テレビ朝日新録版
- フェノミナン（テッド）
- フォー・クリスマス（フィル牧師〈ドワイト・ヨアカム〉、エリック〈ブライアン・バウムガートナー〉）
- フォーリング・ダウン（管理人〈ジョン・ディール〉）※テレビ朝日版
- 不法侵入 ※テレビ朝日版
- フューネラル（サリ〈ジョン・ヴェンティミリア〉）
- フライド・グリーン・トマト（フランク・ベネット〈ニック・サーシー〉）
- ブラック・クリスマス（ゲルソン教授〈ケイリー・エルウィス〉）
- ブラック・シー・レイド（ビリー〈スティーヴ・パリッシュ〉）
- ブラック・デイズ 裏切りの系譜（トム・キャントレル〈カートウッド・スミス〉）
- フラッド（ウェイン〈マーク・ロルストン〉）※ソフト版
- プラトーン（ドク）※テレビ朝日版
- フラバァ・デラックス（CMの父親）
- フランケンシュタイン（バロン・フランケンシュタイン〈イアン・ホルム〉）※ソフト版
- フリーダム・ライターズ（ブライアン・ゲルフォード〈ジョン・ベンジャミン・ヒッキー〉）
- フリッパー（バクスター）
- ブルーサンダー（モントーヤ〈ジョー・サントス〉）※テレビ朝日版
- ブルースチール（強盗〈トム・サイズモア〉）※ソフト版
- ブルート（バビット〈ジョン・ハート〉）
- ブルワース（グラハム・クロケット〈ポール・ソルヴィノ〉）
- ブレイブハート（マルコム・ウォレス〈ショーン・ローラー〉）※ソフト版
- ブレインストーム（ペダーソン医師）
- プレジデントマン/地獄のステルスコマンド（フランシス・アンダーソン博士）※テレビ東京版
- F.L.E.D./フレッド（フランク・マンテハーノ）
- ブロークダウン・パレス（ジャグリット主任刑事）
- ブロークバック・マウンテン（モンロー〈スコット・マイケル・キャンベル〉）
- フローレス（ミスターZ〈ルイス・サガー〉）
- ブロス/やつらはときどき帰ってくる（カール・ミューラー〈ウィリアム・サンダーソン〉）※VHS版
- プロテクター（ホワイトヘッド署長〈リチャード・クラーク〉[36]）※ソフト版
- プロブレム・チャイルド/うわさの問題児（精神科医）
- プロブレムでぶ/何でそうなるの?!（アル・ドネリー〈ティム・マシスン〉）
- ブロンディー/女銀行強盗（ロイ・スウィーニー〈ニック・サーシー〉）※ソフト版
- フロント・ページ（フライ〈リッキー・ホイ〉）
- ペイ・フォワード 可能の王国（ユージーン・シモネット先生〈ケヴィン・スペイシー〉）
- ベスト・キッド3/最後の挑戦 ※フジテレビ版
- ベスト・キッド4
- ボーデロ・オブ・ブラッド/血まみれの売春宿（クリプトキーパー〈ジョン・カーサー〉）
- ホーム・アローン2（「プラザ・ホテル」CMナレーション）※フジテレビ版
- ボーン・コレクター（アラン・ルービン、警察教官）※ソフト版、（バリー・リーマン医師〈ジョン・ベンジャミン・ヒッキー〉）※テレビ朝日版
- ボーン・スプレマシー（マーティン・マーシャル次官〈トーマス・アラナ〉）※ソフト版
- ボーン・ダディ（マーシャル・ストーン）
- ぼくのバラ色の人生（ピエール・ファーブル〈ジャン＝フィリップ・エコフェ〉）
- 星に想いを（ボブ・ロゼッティ〈トニー・シャルーブ〉）
- ボブ★ロバーツ（マック・ラフリン〈デヴィッド・ストラザーン〉、マイケル・ジェーンズ〈ボブ・バラバン〉、ロック・ボーク〈フィッシャー・スティーヴンス〉）
- ボルケーノ（ロジャー・ラファー）※ソフト版
- ホワイトハウスの陰謀（ジェフリー〈チャールズ・ロケット〉）※ソフト版
- ホンコン・フライド・ムービー（ナマズ〈リッキー・ホイ〉）
- 泣かないで ※テレビ朝日版
- マーシャル・ロー（フランク・ハダッド〈トニー・シャルーブ〉）
- マイアミ・ラプソディー（チャーリー）
- マイ・ガール ※ソフト版
- マイ・ガール2（スタンレー・ローゼンフェルド〈ベン・スタイン〉）※ソフト版
- マイ・ビューティフル・ジョー（フランク、ミック）
- マイ・ブラザー・エディ（ボブ・ウォーカー）
- マグダレーナ/美しき娼婦（フランツ・グルーバー〈サイラス・エリアス〉）
- マザーズボーイ/危険な再会（エヴェレット〈J・E・フリーマン〉）
- マチネー/土曜の午後はキッスで始まる（ハワード〈ロバート・ピカード〉）
- マッカーサー（ハリー・S・トルーマン大統領〈エド・フランダース〉）※ソフト版
- マッド・シティ（ローレンス・ドビンズ〈レイモンド・J・バリー〉）※ソフト版
- マトリックス ※フジテレビ版
- 真夏の夜の夢（ピーター・クインス〈ロジャー・リース〉）
- マネー・トレイン ※フジテレビ版
- マネー・ピット（シャトフ、救急医療隊員〈ウェンデル・ピアース〉）※TBS版
- マペットの宝島（目の見えないピュー）
- マリーゴールド・ホテルで会いましょう（グジャラパーティ〈ポール・バッターチャージー〉）
- マルセイユ・ヴァイス（サン・ジャン・ル・ラスタ、ダビッド〈フランク・メイルー〉）
- ミー&ウィル（ロイ〈シーモア・カッセル〉）
- Mr.&Mrs. スミス（ファーザー〈キース・デイヴィッド〉）※ソフト版
- ミスター・ココナッツ（ライム〈リッキー・ホイ〉）
- Mr.マグー（チャック・スチューパック捜査官〈スティーヴン・トボロウスキー〉）
- 未知への飛行/フェイル・セーフ（スウェンソン国防長官〈ウィリアム・ハンセン〉）
- ミッション:インポッシブル（ウィリアム・ドンロー〈ロルフ・サクソン〉）※ソフト版
- ミッション:インポッシブル2（ビリー・ベアード〈ジョン・ポルソン〉）※テレビ朝日版
- ミッシング（ショーン・パトリック大佐〈ジェリー・ハーディン〉、エスピノーザ大佐）※ソフト版
- ミッシング（カイタ）
- ミッドナイト・ラン（ペリー捜査官〈トム・アーウィン〉）※VHS版
- ミミックIII（ゴミ収集人〈ランス・ヘンリクセン〉）
- ミュータント・タートルズ ※フジテレビ版
- ミュータント・ニンジャ・タートルズ2（トッカ）※ソフト版、（男 他）※劇場公開版
- 未来は今（スティルソン〈ロイ・ブロックスミス〉）※パイオニアLDC版
- ミラクル・マスクマン（リーの育ての親〈ウォン・ヤッフェイ〉）
- ミルク・マネー（ウォルツァー〈マルコム・マクダウェル〉）
- メイド・イン・アメリカ（テディ〈デヴィッド・ボウ〉）
- メイフィールドの怪人たち（ジョー〈ロバート・ピカード〉）※テレビ朝日版
- めぐり逢えたら（ハロルド・リード、ジェシカの父親）※ソフト版
- モーテル（メイソン〈フランク・ホエーリー〉）
- モーテル2（ゴードン）
- 目撃 ※テレビ朝日版
- 元大統領危機一発/プレジデント・クライシス（ブルース）
- モリー先生との火曜日（モリーの父）
- モンスター（ウィル〈マーク・マコーレー〉）
- ヤクザVSマフィア（岡崎）
- 野獣教師（ダレル・シャーマン〈グレン・プラマー〉）※フジテレビ版
- 山猫は眠らない2 狙撃手の掟（パヴェル）※ソフト版
- 闇を見つめる瞳（ホークス〈カーメン・アルジェンツィアノ〉）
- U・ボート ※テレビ東京版
- 夢だと云って（リュック）
- 夜の道（ラティゴ、バーリー）※ソフト版
- ライトスタッフ（ディーク・スレイトン〈スコット・ポーリン〉）
- ライフ・イズ・ビューティフル（知事）※テレビ朝日版
- ライムライト（ボダリンク〈ノーマン・ロイド〉、共演者）※BD版
- ラスト・アクション・ヒーロー（チェビー・チェイス）※ソフト版・テレビ朝日版
- ラブ・オブ・ザ・ゲーム（スティーヴ・ライオンズ）※テレビ朝日版
- ラリー・フリント（マイルス〈マイルズ・チャピン〉）
- 乱気流/タービュランス（サミュエル・ボウエン機長〈ベン・クロス〉）※テレビ朝日版
- ランナウェイ（ボビー・ピケット警部補〈ポール・グリーソン〉）
- 蘭の女（ロベルト〈ベルナルド・ヤブロンスキー〉）
- ランボー/怒りの脱出（バンクス）※フジテレビ版
- リーサル・ウェポン4 ※日本テレビ版
- リアリティ・バイツ（グラント・カブラー〈ジョン・マホーニー〉）
- リプレイスメント・キラー
- リベンジ（バローネ）※テレビ朝日版
- ルーキー（ユージン・アッカーマン〈トム・スケリット〉、ケン・ブラックウェル〈ザンダー・バークレー〉）※TBS版
- レイズ・ザ・タイタニック（ボハノン）※フジテレビ版
- レイダース/失われたアーク《聖櫃》 ※ソフト版
- レジョネア 戦場の狼たち（シェリエ大尉、リングアナウンサー）※テレビ東京版
- レセ・パセ 自由への通行許可証（モーリス・トゥールヌール）
- レッド・オクトーバーを追え!（スキップ・タイラー〈ジェフリー・ジョーンズ〉、メレヘン〈ロナルド・ガットマン〉）※ソフト版
- レッド・ドラゴン/新・怒りの鉄拳（ハン〈ハン・インチェ〉）※ソフト版
- レネゲイズ ※テレビ朝日版
- 連鎖犯罪/逃げられない女 ※旧ソフト版
- ロード・トゥ・パーディション（アレクサンダー・ランス〈ディラン・ベイカー〉）
- ロッキー5/最後のドラマ（トニー〈トニー・バートン〉）※VHS版
- ロボコップ（ルーズベルト）※テレビ朝日版
- ロボコップ2（ケイシー・ウォン、デラニー）※テレビ朝日版
- ロボコップ3（フレック〈ブラッドリー・ウィットフォード〉）※ソフト版
- ロマンシング・アドベンチャー/キング・ソロモンの秘宝 ※テレビ朝日版
- ロミオとジュリエット（ナレーション〈ローレンス・オリヴィエ〉）※テレビ東京版
- ワーキング・ガーイ（ハーブ）
- ワイアット・アープ（エド・マスターソン〈ビル・プルマン〉）※ソフト版
- 私が愛したギャングスター（ジェローム・ヒギンズ〈ティム・ローン〉）
- ワルキューレ（ハンス大尉）
- ワンス・アポン・ア・タイム・イン・アメリカ ※VHS版
- ワンス・アポン・ア・タイム・イン・チャイナ 天地黎明（ウィキンズ将軍）
- ワンス・アポン・ア・タイム・イン・チャイナ 天地大乱（総督〈ヤム・サイクン〉）
- ワンス・アンド・フォーエバー（タクシー運転手）※ソフト版

#### ドラマ
- iCarly（カーリーのおじいさん）
- アガサ・クリスティー トミーとタペンス -2人で探偵を-（ジェームズ・ピール〈アンドリュー・ヘイヴィル〉）
- アガサ・クリスティー ミス・マープル
  - パディントン発4時50分（オードリー警部〈ロブ・ブライドン〉）
  - スリーピング・マーダー（ジェームズ・ケネディ）
  - バートラム・ホテルにて（ムッティ）
- 悪魔の異形 #5（ジャーナリスト〈マックス・メイソン〉）
- アンダーカバー・ボス3 社長潜入調査 #4（リック・シルヴァ）
- アンフォゲッタブル2 完全記憶捜査 #4（ユージーン・ラスティング教授〈マーク・ネルソン〉）
- ER緊急救命室
  - シーズン2（シュライガー）
  - シーズン3（ドラモンド、エバンス）
  - シーズン4（リオ、ダニエル）
  - シーズン5（リー）
  - シーズン6（ラムゼイ）
  - シーズン7（フリント・“フィル”・トービアソン）
  - シーズン8（フィル）
  - シーズン9（カンポ）
- イ・サン（キ・チョニク）
- IT（マイク・ハンロン〈ティム・リード〉）※テレビ東京版、（リッチー・トージア〈ハリー・アンダーソン〉）※NHK版
- インディ・ジョーンズ/若き日の大冒険（アーピン）
- ウルトラマンパワード（ダダ）
- エージェント・カーター シーズン2（トーランス〈ジョン・バルマ〉）
- エイリアン・ウォーズ（アイアンホース中佐〈リチャード・チャベス〉）
- X-ファイル（ジェス・ハロルド〈ティモシー・ウェッバー〉）※ソフト版
- NCIS 〜ネイビー犯罪捜査班 シーズン6 #4（チャック・ウィンズロー〈リチャード・ラインバック〉）
- エバーウッド 遥かなるコロラド（Dr.ハロルド・アボット〈トム・アマンデス〉）
- F.B.EYE!! 相棒犬リーと女性捜査官スーの感動!事件簿 #9まで（マーティ・パヴォン検事補）
- オデュッセイア/魔の海の大冒険（アルキノオス〈ジェローン・クラッベ〉）
- 俺がハマーだ! シーズン2 #16（アーヴィン・スウェンソン）
- カリフォルニケーション（チャーリー・ランクル〈エヴァン・ハンドラー〉）
- キャッスル 〜ミステリー作家は事件がお好き
  - シーズン4 #3（アリ・ワイス博士〈ウィリアム・アザートン〉）
  - シーズン6 #16（グスタヴォ・バウアー博士〈ジョン・ゲッツ〉）
- 宮廷女官チャングムの誓い（燕山君〈チョン・ギソン〉）
- 救命医ハンク4 セレブ診療ファイル（ホストテラー〈マイケル・ディラーノ〉）
- 恐竜家族
- クライム・ストーリー（テッド・キーホー〈マーク・ハッター〉）
- 刑事コロンボシリーズ
  - 刑事コロンボ 断たれた音（エメット・クレイトン〈ローレンス・ハーヴェイ〉）※完全版追加収録部分
  - 新・刑事コロンボ かみさんよ、安らかに（ソーンウッド〈ジョージ・バック〉）
  - 新・刑事コロンボ 恋におちたコロンボ（検視官〈ダグ・シーマン〉）
  - 新・刑事コロンボ 復讐を抱いて眠れ（ロジャー・ギャンブルズ〈スペンサー・ギャレット〉）※WOWOW版
- 刑事ナッシュ・ブリッジス（ビンス・ダイヤモンド〈マーティン・フェレロ〉、ナドラー博士、フロント係、ジェリー、フィリップ、ポール、エディ〈ダン・カステラネタ〉）
- 刑事フォイル（ハロルド・スミス）
- コールドケース6（ジップ・フェリング）
- こちらブルームーン探偵社
  - シーズン3 #9（ピーター・ボグダノヴィッチ）、#12（ジェフ・ジャーヴィス）
  - シーズン4 #8（ポール・バーデン）
- ザ・コミッシュ
  - パイロット版（アーティ・ブリッグス）
  - シーズン1 #5・6（フィル・ケルシー）、#8（ウィリアム・T・ラスボーン）
- ザ・シークレット・ハンター（ジェイコブ・ストック〈ロバート・ジョイ〉）
- ザ・ミッシング 〜消えた少年〜（カール・ジーグ〈ヨハン・レイセン〉）
- 三国志 Three Kingdoms（劉表）
- CSI:科学捜査班（カルペッパーFBI捜査官〈グレッグ・ヘンリー〉）
- CSI:マイアミ2（ゲイリー〈ダニエル・マクドナルド〉）
- CSI:ニューヨーク7 #16（キース・デヤング）
- シークエスト（アメリカ合衆国大統領）
- シックス・フィート・アンダー（ジョージ）
- シドニー・シェルダンの明日があるなら（ハロルド・ドーヴィル）※VHS版
- シャーロック・ホームズの冒険 瀕死の探偵（警官）
- 射雕英雄伝（黄薬師、チンギス・ハーン〈バーサンジャブ〉、梁子翁、陳玄風）
- 主任警部モース オックスフォード運河の殺人（ウォルター・タウンズ）
- ジョーイ シーズン1 #6（ブライアン・マイケル・デヴィッド・スコット〈ボブ・オデンカーク〉）
- 私立探偵マグナム シーズン2 #16（クライド・スロモスキー）
- 新アウターリミッツ（フィリップス医師〈ポール・マクレーン〉）
  - シーズン1 #5（ジム・ヘザートン）
- 新スタートレック（ボルノス〈マーク・ローレンス〉、テマラック）
- 新・ヒッチコック劇場 シーズン1 #17（怪しげな男〈フレッド・テイラー〉）
- スターゲイト SG-1（アポフィス〈ピーター・ウィリアムズ〉）
- スタートレック:ディープ・スペース・ナイン シーズン6（ロム、プロカ・ミダール〈テレンス・エヴァンス〉）
- スティーブン・キングの悪魔の嵐（カーク・フリーマン）※NHK版
- スティーヴン・キングのキングダム・ホスピタル #10（ジャック・ハンドルマン〈ウェイン・ニュートン〉）
- ストライクバック:極秘ミッション #1 #2
- セサミストリート（ボブ）
- そりゃないぜ!? フレイジャー（ギル・チェスタトン〈エドワード・ヒバート〉）
  - シーズン3 #9（ボブ〈レイ・リオッタ〉）
- ダークエンジェル シーズン1 #6（ドクター・タナカ〈ジョージ・チェン〉）、#7（シヴァパサスンダラム）※ソフト版
- タバサ パイロット版（タクシー運転手、ハリー）
- ダメージ（レイ・フィスク〈ジェリコ・イヴァネク〉）
- チャーリー・シーンのハーパー★ボーイズ（ハーブ・メルニック）
- 朱蒙〜チュモン〜（ナレーション）
- 超音速攻撃ヘリ エアーウルフ シーズン2 #15（アンジェロ）
- デスパレートな妻たち（ビクター・ラング〈ジョン・スラッテリー〉）
- デンジャラス・ウーマン（ヒューズ）
- 特攻野郎Aチーム
  - シーズン1 #10（バロウズ）
  - シーズン3 #3（ケイシー）
  - シーズン4 #18（レスター）
- となりのサインフェルド シーズン5 #20（マイケル）
- ナイトビジョン（ベン・ダーネル少佐〈ビル・プルマン〉）
- バーナビー警部（アルノ・ギブス〈チャールズ・ケイ〉）
- バーン・ノーティス 元スパイの逆襲 シーズン5 #17（イアン〈グレッグ・ヘンリー〉）
- ハイテク武装車バイパー（ジャック・スーバー〈ビル・メイシー〉）
- パパにはヒ・ミ・ツ シーズン2 #9（舞台監督）
- ハリーズ・ロー 裏通り法律事務所（ダニエル・オルトン判事〈ティム・スネイ〉）
  - 続ハリーズ・ロー 裏通り法律事務所（ダニエル・オルトン判事〈ティム・スネイ〉）
- 犯罪捜査官ネイビーファイル（ローレンス・カルバートソン国防次官補〈グレゴリー・イッツェン〉）
- 犯罪捜査官ネイビーファイル シーズン8（ドナルド・“ダッキー”・マラード〈デヴィッド・マッカラム〉）
- 美女と野獣（カーティス・ジャクソン〈グレン・プラマー〉）
- ヒルストリート・ブルース
  - シーズン5 #22（サニー）
  - シーズン6 #5（マグナス・バーハン、アミール・ファジー）
- FARGO/ファーゴ3（V・M・ヴァーガ〈デヴィッド・シューリス〉）
- ふたりは最高!ダーマ&グレッグ
  - シーズン1 #8（アール・ウォッシュバーン）、#22（メル巡査）
  - シーズン2 #10・シーズン3 #1（クレイボーン〈ケヴィン・ニーロン〉）
  - シーズン4 #18（ジョエル）
  - シーズン5 #1・4（コールマン医師）
- プッシング・デイジー 〜恋するパイメーカー〜（ナレーション）
- THE BLACKLIST/ブラックリスト
  - シーズン2 #6（ジェフ・パール〈ピーター・フォンダ〉）
  - シーズン4 #5（サイラス・グールズベリー〈アダム・ゴドリー〉）
- ブルーサンダー #1（マックロー少佐）、#4（ビル・スプラッドリー〈カートウッド・スミス〉）
- フレンズ（フランク・ブッフェSr.〈ボブ・バラバン〉）
- BONES
  - シーズン2 #17（ドンラン神父）
  - シーズン10 #11（ブレイン・ミラー〈ディーン・ハグランド〉）
- ホミサイド/殺人捜査課（ジョン・マンチ刑事〈リチャード・ベルザー〉）
- マードック・ミステリー 〜刑事マードックの捜査ファイル〜（フレデリック・ウォーターズ、マーティン・ハマートン）
- マペット放送局（アーネスト）
- 名探偵ポワロ ※NHK版
  - なぞの遺言書（警官）
  - 満潮に乗って（ジェレミー・クロード）
- 名探偵モンク（ジェシー・グッドマン副社長）
- THE MENTALIST メンタリストの捜査ファイル7（アラン・ソルトンストール教授）
- モンキーキング 西遊記
- ヤングライダーズ シーズン1 #2（カルヴィン・リブロック）、#18（ジェームズ・クローリー）
- リゾーリ&アイルズ2（ドクター・パイク〈エド・ベグリー・ジュニア〉）
- ROME［ローマ］（マルクス・トゥッリウス・キケロ〈デイヴィッド・バンバー〉）
- ONE PIECE（2023年、ベン・ベックマン）

#### アニメ
- アラジンの大冒険（男）
- カーズ/クロスロード（リバー・スコット）
- 怪盗カルメンサンディエゴ（頭取）
- シュレック
- シルベスター&トゥイーティー ミステリー（スモーキー、スタンレー）
- ターザン（雄ゾウ）
- トランスフォーマー:ウォー・フォー・サイバトロン・トリロジー（スカイリンクス）
- スティーブン・スピルバーグのトゥーンシルバニア（Dr.ヴィック）
- 楽しいダックタウン（エド）
- 地上最強のエキスパートチーム G.I.ジョー 劇場版（ビーチヘッド、トマックス）
- チャギントン（シムキンズ）
- バイオハザード: インフィニット ダークネス（ウィルソン国防長官[37]）
- バットマン（デュバル 他）
- パワーパフガールズ（気まぐれウィリー）
- 101匹わんちゃん (TVシリーズ)（ジャスパー、ピート、コリー犬、エイハブ船長 他）
- ランゴ（フラン）
- ルーニー・テューンズ（ナレーター）

### 特撮
- 電脳警察サイバーコップ（1988年、緊急警報アナウンスの声）
- 超光戦士シャンゼリオン（1996年、クウレツキの声）

### ナレーション
- いくぞニッポン!こども経済TV（テレビ東京）
- 癒しの富士山シリーズ（DVD、ポニーキャニオン）
- news every.特集（日本テレビ）
- NHK高校講座 コミュニケーション英語I「Let's Communicate!」（NHK-Eテレ）
- カメラが捕えた弱肉強食の世界（ディスカバリーチャンネル）
- 現代の驚異シリーズ（ヒストリーチャンネル）
- 警察特捜2019 緊急出動!凶悪逃走犯を追え（日本テレビ）
- クラシック・ロイヤルシート（NHK-BS2）
- 紅葉の京都ぶらぶら旅!（日本テレビ）
- 交通警察 真夏の大捜査線（日本テレビ）
- 趣味どきっ!（NHK-Eテレ）
- ジェイミーの食育白書 -革命前夜-（WOWOW）
- スパモク!!（TBS）
- 日テレプッシュ（日本テレビ）
- ドキュランドへ ようこそ!「喜劇王対決 チャップリンVSキートン」（2017年、NHK-Eテレ）
- ノストラダムス・エフェクト〜予言と黙示録〜（ヒストリーチャンネル）
- BS世界のドキュメンタリー（NHK-BS1）
- ロコだけが知っている（NHK総合）

### ボイスオーバー
- アナと雪の女王のすべて〜新しい冒険〜（WOWOW）
- エンジョイライフ（NHK-BS1）
- 地球ドラマチック（NHK教育）
  - 「E.T.の住む星」（2004年）
  - 「ストーンヘンジ 復元!謎の巨石群」（2005年）
  - 「驚異!古代のテクノロジー 2000年前のパワー」（2005年）
  - 「失われた古代都市」（2006年）
  - 「あなたの隣に恐竜が…」（2007年）
  - 「50年後の未来」（2007年）
  - 「謎の文明 ナスカ〜地上絵を描いた人々は誰?」（2010年）
  - 「スコットランド"巨石神殿"の謎」（2014年）
  - 「新説!ストーンヘンジの謎」（2014年）
  - 「意外と知らないハトの話」（2015年）
  - 「ストーンヘンジ 〜巨石建造物の謎を追う!〜」（2017年）
- BS世界のドキュメンタリー（NHK-BS1）
- モーガン・フリーマン 時空を超えて（NHK-Eテレ）

### CM
- オトナ語の謎。（塩田部長）
- 大鵬薬品 チオビタドリンク CM （入浴中にうたた寝する父）
- 東京ガス「エネファーム」CM（電気ウナギイヌの声、節電気ウナギイヌの声）

### その他コンテンツ
- 1970年代から日本青年団協議会ほか主催の全国青年大会の開会式の司会進行を務めている。
- トイ・ストーリー 20周年スペシャル：無限の彼方へ さぁ行くぞ!（ジョン・ラセター）